# Abanycha urocosmia
Abanycha urocosmia là một loài bọ cánh cứng trong họ Cerambycidae. Loài này được Henry Walter Bates mô tả lần đầu năm 1881. Loài này được tìm thấy ở Colombia.